# Teleskop kosmiczny

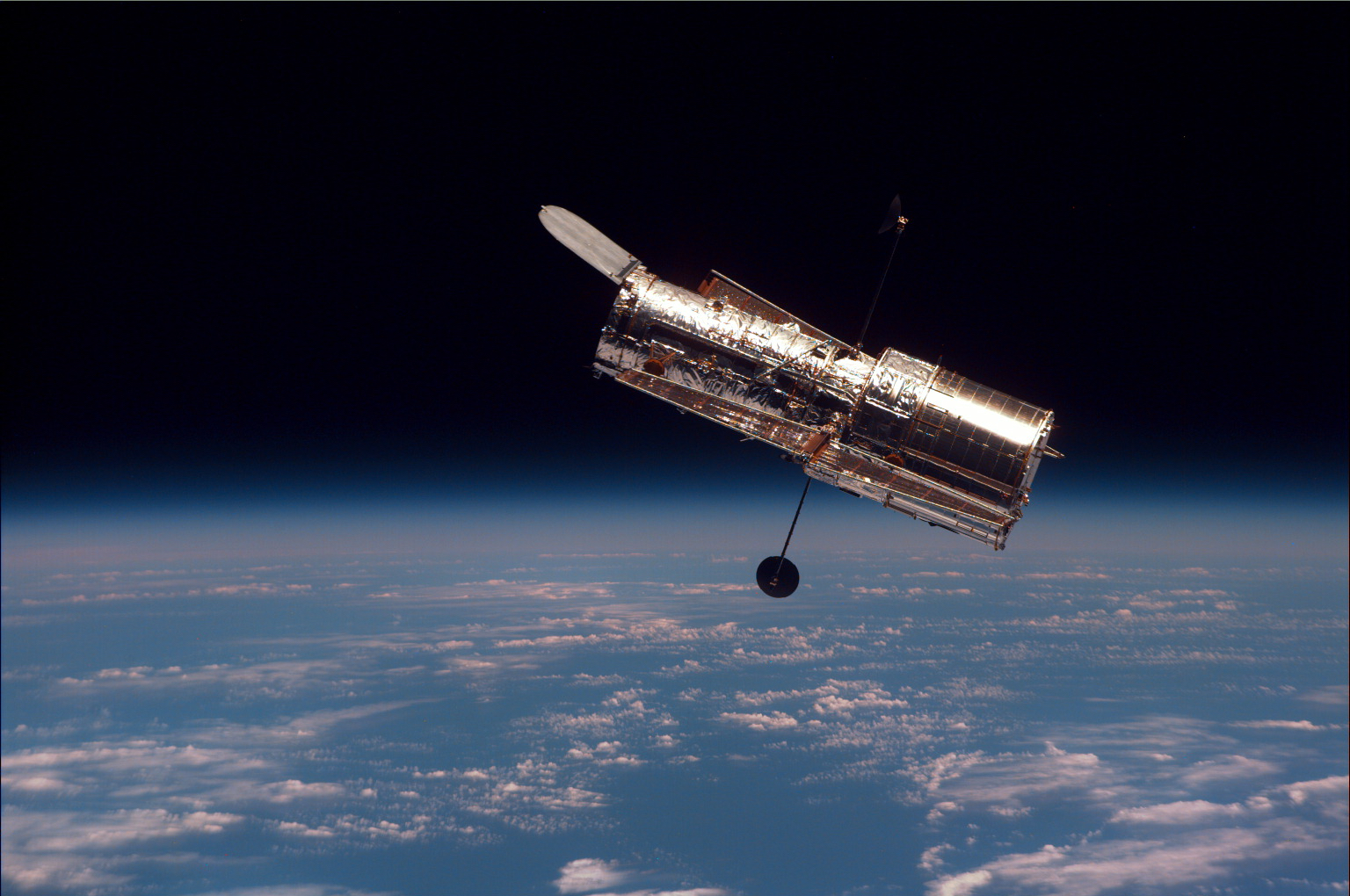
Kosmiczny Teleskop Hubble'a

Teleskop kosmiczny – teleskop wyniesiony w przestrzeń kosmiczną w celu zwiększenia precyzji lub umożliwienia obserwacji w zakresie widma promieniowania zatrzymywanego przez atmosferę Ziemi. Ze względu na umiejscowienie można teleskopy te podzielić na:
- orbitalne (zaletą jest bliskość i związana z tym możliwość serwisowania przez załogi promów kosmicznych),
- słoneczne - krążące wokół Słońca,
  - w punkcie Lagrange’a - krążące wokół Słońca z taką samą prędkością kątową jak Ziemia,
- na powierzchni niewielkiego ciała niebieskiego pozbawionego atmosfery, np. Księżyca (dotychczas taki teleskop nie powstał).

Masa i rozmiary teleskopów kosmicznych są ograniczone z powodu możliwości transportowych i finansowych, ponadto ich serwisowanie jest równie kosztowne i skomplikowane lub wręcz niemożliwe.

## Eksploatowane i planowane największe teleskopy kosmiczne
| Teleskop kosmiczny | Data wyniesienia | Zakres widma                   | Lokalizacja                       |
| ------------------ | ---------------- | ------------------------------ | --------------------------------- |
| Hubble'a           | 24 kwietnia 1990 | światło widzialne, ultrafiolet | orbita Ziemi                      |
| Comptona           | 5 kwietnia 1991  | gamma                          | orbita Ziemi                      |
| Chandra            | 23 lipca 1999    | promieniowanie rentgenowskie   | orbita Ziemi                      |
| Spitzera           | 25 sierpnia 2003 | podczerwień                    | orbita Słońca                     |
| Kepler             | 7 marca 2009     | widzialne                      | orbita Słońca                     |
| Herschela          | 14 maja 2009     | podczerwień                    | punkt Lagrange'a L2 Ziemia-Słońce |
| Plancka            | 14 maja 2009     | mikrofale                      | punkt Lagrange'a L2 Ziemia-Słońce |
| Radioastron        | 18 lipca 2011    | radioteleskop                  | orbita Ziemi                      |
| Webba              | 25 grudnia 2021  | podczerwień                    | punkt Lagrange'a L2 Ziemia-Słońce |